# Tipo de dato lógico
El tipo de dato lógico, también conocido como «booleano» en honor a George Boole, es en computación aquel que puede representar valores de lógica binaria, esto es 2 valores, que normalmente representan falso o verdadero. Se utiliza normalmente en la programación, estadística, electrónica, matemáticas (Álgebra booleana), etc.
Para generar un dato o valor lógico a partir de otros tipos de datos, típicamente, se emplean los operadores relacionales (u operadores de relación), por ejemplo, 0 es igual a falso y 1 es igual a verdadero
- (3>2)= 1 = verdadero
- (7>9)= 0 = falso

Una vez se dispone de uno o varios datos de tipo booleano, estos se pueden combinar en expresiones lógicas mediante los operadores lógicos (Y, O, NO, …). Un ejemplo de este tipo de expresiones serían:
- verdadero Y falso → falso
- falso O verdadero → verdadero
- NO verdadero → falso